# Magia sympatyczna
Magia sympatyczna (ang. sympathetic magic) – pojęcie z zakresu antropologii kulturowej, wprowadzone przez Jamesa Frazera, według którego jest to podstawowy typ magii polegający na przekonaniu, że działanie analogiczne wywołać powinno analogiczny efekt.
Koncepcja magii sympatycznej Frazera, przedstawiona przede wszystkim w trzecim rozdziale Złotej gałęzi stanowi nie tylko ewolucjonistyczną teorię pierwotności magii wobec religii i nauki. Jest także autonomiczną teorią samej magii, wykazującą podobieństwa i różnice między religią i nauką a nią.
W obrębie magii sympatycznej Frazer wyróżnia: 
- magię homeopatyczną, opartą na prawie podobieństwa ("podobne powoduje podobne");
- magię przenośną, opartą na prawie styczności ("rzeczy, które kiedyś pozostawały w styczności ze sobą działają na siebie nawet wtedy, gdy kontakt fizyczny przestał istnieć").

Obie gałęzie magii sympatycznej łączą się, w szczególności magia oparta na prawie styczności niemal zawsze opiera się również na magii opartej na prawie podobieństwa. Obie gałęzie magii sympatycznej opierają się też na jednakowym sposobie myślenia, zakładają bowiem, że rzeczy wpływają na siebie inaczej niż przez oddziaływania fizyczne – na skutek tajemniczego powinowactwa, które je łączy.
Frazerowska koncepcja magii poddana została ostrej krytyce przez późniejszych badaczy. Krytyka ta opierała się przede wszystkim na wykazywaniu niedoskonałości zastosowanej przez Frazera metody ewolucyjno-porównawczej, głównie jej schematyzm i nonszalancję w gromadzeniu i interpretacji podobieństw międzykulturowych. Krytykowano opierający się na myśli E. B. Taylora wyrażonej w dziele Cywilizacja pierwotna zbyt ostre przeciwstawienie magii i religii, wskazywano na niesłuszność traktowania magii jako specyficznego rodzaju pseudonauki, wskazywano na niedostateczne przedstawienie społecznych funkcji magii przez Frazera. Krytykowano czasem także podział magii sympatycznej na homeopatyczną i przenośną, który jednak ostatecznie został dość szeroko przyjęty w badaniach.

## Przykłady
W Księdze Liczb miedziany wąż sporządzony przez Mojżesza uzdrawiał ukąszonych przez węże. Podobną funkcję spełniają talizmany, na przykład z częściami ciała ukochanych.